# Scherenlinie
Eine Scherenlinie ist die Anordnung verschiedener Scheren zum Beschnitt von Blechen entlang einer Transportvorrichtung, meist eines Rollgangs.
International wird sie mit dem engl. shearing line bezeichnet. Der Hersteller-Markt wird zwar vom deutschsprachigen Raum und Japan beherrscht, die Betreiber der Anlagen verteilen sich aber über die ganze Welt. Die daher häufig verwendeten englischen Bezeichnungen werden deshalb hier mit angegeben.

## Zuschnitt von Feinblechen
Der Beschnitt von Feinblechen erfolgt in der Regel unmittelbar vor der Weiterverarbeitung im entsprechenden Betrieb. Meist wird das kalte Band von einem Coil mit 10 bis 30 Tonnen Material von einer Abwickel-Haspel (engl. pay off reel) in die Scherenlinie geführt, wo je nach weiterer Verwendung auch nicht-rechtwinklige und ungerade Schnitte vorgenommen werden. Zur Glättung des vom Coil abgewickelten Bleches werden hier meist Richtmaschinen vorgeschaltet. Eine der häufigsten Anwendungen ist der Zuschnitt von Blechen für den Karosserie-Rohbau in der Automobilindustrie.

## Zuschnitt von Grobblechen
Insbesondere größere Grobbleche werden noch auf der Walzstraße beschnitten. Sie finden z. B. beim Bau von Brücken, Bohrplattformen oder Pipelines Verwendung. Die einzelnen Scheren einer solchen Linie haben jeweils Größe und Gewicht eines Einfamilienhauses und eine deutlich höhere elektrische Anschlussleistung, was einen Betrieb vor Ort unwirtschaftlich, wenn nicht sogar unmöglich macht. Zudem versucht man hier das Transportgewicht der einzelnen Bleche möglichst gering zu halten, da sich bei Gewichten über 30 Tonnen die Transportkosten vervielfachen. An Grobblechen werden mit Scheren nur gerade und rechtwinklige Schnitte vorgenommen, für andere Schnitte verwendet man meist Schneidbrenner. Nach Richtung und Zweck unterscheidet man in der Reihenfolge der üblichen Anordnung:
- Schopfschere (engl. crop shear) zum Abtrennen des Schopfes, minderwertiger Teile an Kopf und Fuß des Blechs
- Besäumschere (engl. trimming shear) zum Abtrennen des Saumes, minderwertiger Teile an den Seiten des Bleches; meist wird je eine Schere für rechte und linke Seite des Bleches verwendet
- Längsteilschere (engl. slitting shear) zur Aufteilung in Längsrichtung
- Querteilschere (engl. dividing shear oder cross cutting shear) zur Aufteilung in Querrichtung

In kleineren Anlagen mit geringerem Durchsatz kommen zum Teil auch nur Schopf- und Besäumschere zum Einsatz. Die Brammen werden dann von vorneherein zu Blechen mit entsprechenden Abmessungen ausgewalzt. Dies führt bei variierenden Abmessungen aber zu einer schlechteren Auslastung des Walzgerüsts und damit der Gesamtanlage.

## Fliegende Scherenlinie
In sogenannten fliegenden Scherenlinien, bzw. fliegenden Scheren wird das Band oder Blech während der Schnitte nicht angehalten. Längsschnitte müssen hierbei genau auf die Geschwindigkeit von Band oder Blech synchronisiert werden, für Querschnitte werden die entsprechenden Scheren während des Schnittes in einem Rahmen mitgeführt. Das Verfahren findet meist bei Feinblechen Anwendung, da hier ein Band kontinuierlich zugeführt werden und so der Durchsatz erhöht werden kann. Am Fuß von Strangguss-Anlagen, die direkt an eine nichtkontinuierliche Weiterverarbeitung einzelner Brammen angeschlossen sind, muss zwingend eine fliegende Querteilschere oder ein entsprechender Schneidbrenner (bei größeren Brammdicken, die keinen sauberen Schnitt mit einer Schere zulassen) vorgesehen sein, da der Gießprozess nicht ohne aufwendiges erneutes Angießen unterbrochen werden kann. Dies ist besonders in moderneren Anlagen üblich, in denen die Brammen direkt nach dem Schnitt in einen Hubbalkenofen geführt werden. Hier müssen sie dann nicht erneut aufgeheizt werden, sondern die Temperaturverteilung zwischen Oberfläche und Kern gleicht sich lediglich aus und wird auf etwa 1200 °C für das Warmwalzen angepasst, was eine deutliche Ersparnis der aufgewandten Energie mit sich bringt.